# 博亞卡捷高足球會
博亞卡捷高足球會（西班牙語：Boyacá Chicó Fútbol Club）是一支哥倫比亞足球會，現時於哥超作賽。他們於2002年5月26日成立，當時名為波哥大捷高(Deportivo Bogotá Chicó F.C.),。他們在2003年便極速升班超聯，在踢多一個球季之後便更改至現在的名字。他們的主場時獨立球場。博亞卡捷高是2011年前唯一的哥超位於博亞卡的球會，直至帕特里奧坦斯升班。